# 嵐望将輔
嵐望 将輔（らんぼー しょうすけ、1972年7月2日 - ）は、東京都福生市出身で貴乃花部屋（入門時は二子山部屋）所属の元大相撲力士、現世話人。本名は井上 高雄（いのうえ たかお）。愛称はランボー。好物はマグロ。身長183cm、体重177kg。血液型はA型。最高位は東幕下13枚目（1999年5月場所）。

## 来歴
東京都福生市の中学校を卒業して二子山部屋に入門し、1988年3月場所で初土俵を踏む。この場所に入門した力士は花の六三組と呼ばれ、横綱曙、貴乃花、3代目若乃花、大関魁皇らそうそうたる面々が並んでいる。初土俵時の四股名は「若井上」。
1988年9月場所から序二段で伸び悩み、1990年5月場所から「福の隆」の四股名を名乗る。改名から間もない1990年11月場所で三段目に初昇進。序二段に落ちていた1992年1月場所から5場所連続で勝ち越して同年11月場所では幕下に昇進、同場所も勝ち越した。師匠二子山親方（第45代横綱・初代若乃花）が停年退職する直前の1993年1月場所は自己最高位で迎えたが、その場所は負け越した。場所後、同期入門の若花田（のち3代目若乃花）、貴花田（のち2代目貴乃花）らが所属する藤島部屋と所属する二子山部屋が合併し、師匠も元大関・初代貴ノ花に代替わりした。
これにより稽古相手にも恵まれ、体も次第に大きくなっていくが、1993年9月場所は初の全休を経験する。その後は番付を戻していき、一時は幕下16枚目まで番付が上がったが、1996年11月場所からは3場所連続全休と、怪我に苦しんだ。幕下から一気に序二段まで落ちてしまったが、復帰場所は格の違いを見せて7戦全勝で自身初の各段優勝を決める。幕下まで番付を戻したこともあったが、1998年7月場所では全休。三段目の土俵が続いたが1999年1月場所で三段目優勝を果たし、幕下に復帰した翌3月場所も6勝1敗の好成績をおさめた。翌5月場所ではついに翌場所の十両昇進が見込める東幕下13枚目まで昇格した。しかし同場所を負け越して以降、幕下上位に在位することはなかった。2000年5月場所から出身地の名前を四股名に取り入れた「福生乃花」に改名した。
しかし改名場所こそ6勝1敗であったものの、その後は成績が思うように上がらず、2001年9月場所で7戦全敗を記録したのを最後に引退まで幕下から遠ざかっていった。その後は三段目を維持することが続いていたが、2003年11月場所に幕下経験後では初めて序二段に陥落する。この時には、既に同期入門だった貴乃花は現役を引退して一代年寄を襲名しており、2004年1月場所後に二子山部屋を継承、所属する部屋の名前が貴乃花部屋へと変わった。
2006年11月場所で再び序二段に陥落すると、以降は年齢から来る衰えもあり、三段目と序二段の往復が始まるようになり、2008年5月場所からは序二段に停滞するようになった。しかし、2011年5月技量審査場所で「嵐望」に改名し、翌7月場所で6勝1敗と復調の兆しを見せ、9月場所では3年ぶりの三段目に復帰、それから4場所連続で三段目に在位した。
2011年7月の魁皇の引退後は、1988年3月場所初土俵としては最後の力士となり、部屋最古参としてちゃんこ長を務めていた。2013年5月場所を前に栃の山と共に日本相撲協会に世話人として採用されたことを機に現役を引退。引退時の年齢は40歳で、10代二子山（第45代横綱・初代若乃花）が師匠を務めていた時期の二子山部屋に所属した力士の中で最も遅くまで現役を続行し、10代二子山・11代二子山・一代年寄貴乃花の3人の師匠に仕えた唯一の力士であった。
2018年10月1日の理事会で、千賀ノ浦部屋への移籍が承認された。2020年11月26日、所属する千賀ノ浦部屋が師匠の名跡変更で常盤山部屋へ改称されたことに伴い、常盤山部屋所属になった。
私生活では2013年10月28日には結婚した元OLの一般女性と都内のホテルで結婚披露宴を行い、当時の師匠の貴乃花親方・当時の北の湖理事長・浅香山親方などの角界関係者や貴乃花部屋後援者ら約130人が式典に出席する中で祝福を受けた。

## 人物・エピソード
- 現役末期の師匠である貴乃花親方（第65代横綱・貴乃花）とは先述したように同期生であるが、貴乃花は1972年8月12日生まれであり、嵐望より1ヶ月ほど年下である。
- 過去3回だけ弓取りを務めている。いずれも花相撲であり、1回目が同じ貴乃花部屋の貴ノ浪の引退相撲、2回目と3回目がそれぞれ同期の和歌乃山、魁皇の引退相撲である。[8]
- 福の隆を名乗っていた一時期には、同部屋の貴乃洸とコンビを組んで初切を演じたこともある。

## 主な成績
- 通算成績：502勝487敗54休
- 幕下成績：123勝138敗12休（39場所）
- 通算在位：150場所（史上10位）
- 序二段優勝：1回（1997年5月場所）
- 三段目優勝：1回（1999年1月場所）

| | 一月場所 初場所（東京）   | 三月場所 春場所（大阪）   | 五月場所 夏場所（東京）   | 七月場所 名古屋場所（愛知） | 九月場所 秋場所（東京）   | 十一月場所 九州場所（福岡） |
| --- | ------------------------- | ------------------------- | ------------------------- | --------------------------- | ------------------------- | --------------------------- |
| 1988年 （昭和63年） | x                         | （前相撲）                | 東序ノ口25枚目 2–5        | 東序ノ口25枚目 4–3          | 西序二段144枚目 5–2       | 東序二段95枚目 4–3          |
| 1989年 （平成元年） | 西序二段67枚目 3–4        | 東序二段89枚目 3–4        | 東序二段107枚目 5–2       | 東序二段62枚目 5–2          | 西序二段25枚目 2–5        | 西序二段57枚目 3–4          |
| 1990年 （平成2年） | 西序二段78枚目 5–2        | 東序二段35枚目 3–4        | 西序二段56枚目 5–2        | 西序二段14枚目 3–4          | 西序二段35枚目 5–2        | 東三段目96枚目 3–4          |
| 1991年 （平成3年） | 西序二段17枚目 3–4        | 東序二段33枚目 5–2        | 西三段目97枚目 3–4        | 西序二段16枚目 3–4          | 西序二段39枚目 5–2        | 西三段目100枚目 3–4         |
| 1992年 （平成4年） | 西序二段19枚目 4–3        | 東三段目97枚目 4–3        | 東三段目75枚目 4–3        | 西三段目54枚目 6–1          | 東三段目7枚目 4–3         | 東幕下54枚目 4–3            |
| 1993年 （平成5年） | 西幕下41枚目 3–4          | 東幕下50枚目 4–3          | 東幕下37枚目 2–5          | 西幕下55枚目 1–1–5          | 西三段目26枚目 休場 0–0–7 | 西三段目26枚目 3–4          |
| 1994年 （平成6年） | 西三段目42枚目 5–2        | 西三段目14枚目 6–1        | 東幕下41枚目 4–3          | 西幕下32枚目 4–3            | 西幕下24枚目 3–4          | 西幕下32枚目 2–5            |
| 1995年 （平成7年） | 東幕下52枚目 4–3          | 西幕下41枚目 4–3          | 東幕下30枚目 4–3          | 西幕下22枚目 3–4            | 東幕下31枚目 5–2          | 西幕下16枚目 2–5            |
| 1996年 （平成8年） | 西幕下34枚目 4–3          | 東幕下27枚目 1–6          | 東幕下52枚目 5–2          | 東幕下37枚目 3–4            | 東幕下46枚目 4–3          | 西幕下35枚目 休場 0–0–7     |
| 1997年 （平成9年） | 西三段目15枚目 休場 0–0–7 | 西三段目75枚目 休場 0–0–7 | 東序二段35枚目 優勝 7–0   | 西三段目37枚目 6–1          | 西幕下57枚目 4–3          | 西幕下47枚目 3–4            |
| 1998年 （平成10年） | 西三段目筆頭 4–3          | 東幕下52枚目 4–3          | 東幕下43枚目 2–5          | 東三段目7枚目 休場 0–0–7    | 東三段目67枚目 5–2        | 西三段目34枚目 3–4          |
| 1999年 （平成11年） | 東三段目49枚目 優勝 7–0   | 東幕下31枚目 6–1          | 東幕下13枚目 3–4          | 東幕下18枚目 2–5            | 西幕下29枚目 3–4          | 東幕下35枚目 2–5            |
| 2000年 （平成12年） | 西幕下45枚目 4–3          | 西幕下36枚目 3–4          | 東幕下44枚目 6–1          | 西幕下19枚目 2–5            | 西幕下33枚目 3–4          | 東幕下42枚目 4–3            |
| 2001年 （平成13年） | 東幕下36枚目 3–4          | 西幕下47枚目 3–4          | 西三段目筆頭 2–5          | 西三段目21枚目 5–2          | 西幕下56枚目 0–7          | 西三段目31枚目 休場 0–1–6   |
| 2002年 （平成14年） | 西三段目91枚目 6–1        | 東三段目32枚目 4–3        | 東三段目19枚目 4–3        | 東三段目8枚目 3–4           | 東三段目25枚目 休場 0–0–7 | 西三段目86枚目 6–1          |
| 2003年 （平成15年） | 東三段目29枚目 1–6        | 東三段目68枚目 4–3        | 東三段目53枚目 3–4        | 東三段目67枚目 3–4          | 東三段目85枚目 3–4        | 西序二段4枚目 5–2           |
| 2004年 （平成16年） | 西三段目63枚目 4–3        | 東三段目47枚目 4–3        | 東三段目29枚目 3–4        | 西三段目46枚目 2–5          | 東三段目75枚目 3–4        | 西三段目88枚目 5–2          |
| 2005年 （平成17年） | 東三段目51枚目 4–3        | 西三段目34枚目 2–5        | 西三段目57枚目 3–4        | 東三段目72枚目 3–4          | 西三段目89枚目 5–2        | 東三段目57枚目 2–5          |
| 2006年 （平成18年） | 東三段目82枚目 4–3        | 東三段目65枚目 4–3        | 東三段目48枚目 2–5        | 東三段目70枚目 3–4          | 東三段目88枚目 3–4        | 東序二段8枚目 4–2–1         |
| 2007年 （平成19年） | 西三段目89枚目 4–3        | 西三段目70枚目 1–6        | 西序二段10枚目 3–4        | 東序二段25枚目 2–5          | 西序二段56枚目 6–1        | 東三段目89枚目 2–5          |
| 2008年 （平成20年） | 東序二段17枚目 4–3        | 西三段目96枚目 2–5        | 西序二段24枚目 4–3        | 西序二段3枚目 1–6           | 東序二段45枚目 3–4        | 東序二段63枚目 4–3          |
| 2009年 （平成21年） | 西序二段40枚目 4–3        | 東序二段17枚目 3–4        | 東序二段38枚目 4–3        | 西序二段15枚目 2–5          | 西序二段51枚目 3–4        | 西序二段70枚目 5–2          |
| 2010年 （平成22年） | 東序二段24枚目 2–5        | 西序二段53枚目 5–2        | 西序二段15枚目 3–4        | 西序二段36枚目 2–5          | 西序二段73枚目 3–4        | 西序二段95枚目 5–2          |
| 2011年 （平成23年） | 西序二段47枚目 4–3        | 八百長問題 により中止     | 東序二段23枚目 3–4        | 西序二段28枚目 6–1          | 西三段目62枚目 1–6        | 東三段目98枚目 4–3          |
| 2012年 （平成24年） | 西三段目79枚目 3–4        | 西三段目97枚目 1–6        | 東序二段37枚目 4–3        | 東序二段13枚目 2–5          | 東序二段51枚目 5–2        | 西序二段15枚目 3–4          |
| 2013年 （平成25年） | 東序二段37枚目 2–5        | 東序二段61枚目 5–2        | 東序二段22枚目 引退 0–0–0 | x                           | x                         | x                           |
| 各欄の数字は、「勝ち-負け-休場」を示す。 優勝 引退 休場 十両 幕下 三賞：敢=敢闘賞、殊=殊勲賞、技=技能賞 その他：★=金星 番付階級：幕内 - 十両 - 幕下 - 三段目 - 序二段 - 序ノ口 幕内序列：横綱 - 大関 - 関脇 - 小結 - 前頭（「#数字」は各位内の序列） |                           |                           |                           |                             |                           |                             |

## 改名歴
- 若井上 高雄（わかいのうえ たかお）1988年3月場所 - 1990年3月場所
- 福の隆 高雄（ふくのりゅう たかお）1990年5月場所 - 2000年3月場所
- 福生乃花 高雄（ふさのはな たかお）2000年5月場所 - 2005年1月場所
- 福生乃花 奨輔（ふさのはな しょうすけ）2005年3月場所 - 2007年1月場所
- 福生乃花 高雄（ふさのはな たかお）2007年3月場所 - 2010年5月場所
- 福生乃花 将輔（ふさのはな しょうすけ）2010年7月場所 - 2011年1月場所
- 嵐望 将輔（らんぼー しょうすけ）2011年5月技量審査場所 - 2013年5月場所